# Petr Křižák
Petr Křižák (* 26. května 1946) je bývalý český fotbalista, záložník. Jeho otcem byl fotbalista Jiří Křižák.

## Fotbalová kariéra
V československé lize hrál za Baník Ostrava. Nastoupil ve 27 ligových utkáních a dal 8 ligových gólů. V Poháru UEFA nastoupil v 1 utkání.

## Ligová bilance
| Ročník                                   | Zápasy | Góly | Klub          |
| ---------------------------------------- | ------ | ---- | ------------- |
| 1. československá fotbalová liga 1962/63 | 3      | 1    | Baník Ostrava |
| 1. československá fotbalová liga 1964/65 | 14     | 5    | Baník Ostrava |
| 1. československá fotbalová liga 1967/68 | 5      | 1    | Baník Ostrava |
| 1. československá fotbalová liga 1969/70 | 5      | 1    | Baník Ostrava |
| CELKEM                                   | 27     | 8    |               |